# 耐電圧
耐電圧（たいでんあつ）とは、機器や電子部品に加えることができる電圧の限界値をいう。
絶縁体がある場合においては、電圧を加えた際に絶縁物が破壊されない電界の強さの最大値をいう。つまり、絶縁物に印加できる電圧の上限である。
絶縁耐力 (dielectric strength) とも呼ばれる。

## コンデンサーにおける耐電圧
コンデンサーの極板間に加えることのできる電圧（電位差）には、コンデンサーによって仕様上の限界があり、限界以上の電圧を加えると極板間に放電が起こり、極板間に絶縁物体がある場合にはそれを破壊することもある。

## 絶縁における耐電圧

### 絶縁の強度の確認のための試験の名称
- 耐電圧試験 (withstand voltage test)、
- 絶縁耐力試験 (dielectric strength test)、
- Hi-Pot 試験

### 試験方法
- あらかじめ定められた電圧を印加した際の絶縁破壊の有無を確認する方法

→動作確認等の絶縁確認のために用いられる方法。製品の接地後の動作確認の為にはこの方法を用いる。
- 絶縁破壊が生じるまで印加電圧を上げてその限界の電圧を測定する方法

→破壊試験となる。そのため、製品の限界性能を確認するなど研究目的などで用いられる。